# Alexander von Frantzius
Alexander von Frantzius est un médecin et un ornithologue prussien, né le 10 juin 1821 et mort le 18 juillet 1877.

## Biographie
Il récolte des spécimens d’histoire naturelle au Brésil de 1849 à 1853 et au Costa Rica en 1853. Frantzius fait parvenir de nombreux exemplaires à Jean Louis Cabanis (1816-1906) du musée de zoologie de Berlin (l'actuel musée d'histoire naturelle de Berlin). Il s’occupe d’une officine de pharmacie à San José au Costa Rica. Il emploie alors José Castulo Zeledón (1846-1923) comme assistant. Il retourne alors en Allemagne en 1868.
Sa mémoire est commémorée par le nom de plusieurs animaux :
- cabézon de Frantzius, Semnornis frantzii, par Philip Lutley Sclater (1829-1913) en 1864 ;
- araçari de Frantzius, Pteroglossus frantzii, par J.L. Cabanis en 1861 ;
- élénie montagnarde, Elaenia frantzii, par George Newbold Lawrence (1806-1895) en 1865 ;
- grive à calotte rousse, Catharus frantzii, par J.L. Cabanis en 1861.